# Une petite ville en France
 (novembre 2016).
Si vous disposez d'ouvrages ou d'articles de référence ou si vous connaissez des sites web de qualité traitant du thème abordé ici, merci de compléter l'article en donnant les références utiles à sa vérifiabilité et en les liant à la section « Notes et références ».
Une petite ville en France est un livre de Françoise Gaspard publié aux éditions Gallimard (collection « Au vif du sujet ») en octobre 1990 ayant pour sujet la montée du Front national à Dreux.

## Contexte
Dans sa préface, son auteur indique les raisons de l'écriture de ce livre : « Si je me suis décidée à écrire ce livre, c'est aussi parce que, depuis 1983, j'ai à la mémoire celui du sociologue américain W.S. Allen : Une petite ville nazie. L'auteur y décrit, en historien, comment, jour après jour, de 1930 à 1935, le Parti national-socialiste a fait son trou dans une petite ville allemande. Une petite ville exemplaire à sa manière (...) Or, année après année, j'ai eu, à Dreux, l'impression de vivre quelque chose qui ressemblait à ce qui s'était passé dans les années 1930 à Thalburg. (...) Devant l'ampleur du score réalisé par le Front National en décembre 1989, j'ai éprouvé le besoin, sans attendre que vienne le temps des historiens, de revisiter Dreux ».
Née à Dreux, où ses racines familiales remontent loin dans le temps, elle a revisité la ville dont elle fut le maire. En historienne et en sociologue, elle a dépouillé la presse, examiné les recensements, étudié les mutations économiques, analysé les scrutins. Selon elle, au terme de cette recherche à la première personne, Dreux apparaît davantage exemplaire que singulière : un résumé de la crise de la société française de cette fin de siècle.

## Notice bibliographique
- Une petite ville en France, Paris, Gallimard, « Au vif du sujet », 1990.  (ISBN 2-07-072157-4)